# Nikoláyenko (Rusia)
Nikoláyenko (del ruso: Никола́енко) es un jútor del raión de Apsheronsk del krai de Krasnodar, en Rusia. Está situado en las vertientes septentrionales del Cáucaso Occidental, en la orilla izquierda del río Tuja, afluente por la izquierda del Psheja, afluente del Bélaya, de la cuenca del Kubán, 6 km al suroeste de Apsheronsk y 88 km al sureste de Krasnodar, la capital del krai. Tenía 1 022 habitantes
Pertenece al municipio Neftegórskoye.

## Historia
La localidad se formó como una colonia libre de las stanitsas circundantes.

## Educación
La localidad cuenta con una escuela de enseñanza media.

## Economía
En la población se hallan dos aserraderos.